# Водоочистка
Водоочистка (или очистка воды) — процесс удаления нежелательных химических веществ, биологических загрязнителей, взвешенных твёрдых частиц и газов, загрязняющих пресную воду. Окончательным результатом процесса очистки является получение питьевой воды, пригодной для использования с определённой целью. В зависимости от цели водоочистки, употребляются и другие термины: водоподготовка и очистка сточных вод. Наиболее тщательно вода очищается и обеззараживается в процессе подготовки к использованию человеком для бытовых нужд (питьевая вода). Кроме того, очистка воды может производиться и для других целей, отвечающих другим требованиям, например, для медицинских целей или для применения в фармакологической, химической или других отраслях промышленности. В целом технологический процесс, используемый для очистки воды включает в себя физические методы (фильтрация, седиментация, обратный осмос, дистилляция), биологические методы (организмы, поедающие мусор), химические методы (флокуляция, ионный обмен, хлорирование и использование электромагнитного излучения, например ультрафиолетового излучения).

## Цель
Согласно приведённым в докладе Всемирной организации здравоохранения данным, в 2007 году 1,1 млрд человек не имеют доступа к улучшенным источникам водоснабжения, из 4 млрд случаев диареи — 88 % вызваны использованием небезопасной воды, а также неадекватной санитарией и гигиеной. Кроме того, по данным экспертов ВОЗ ежегодно 1,8 млн человек умирают от диарейных заболеваний, из них в 94 % случаев развитие диареи можно предотвратить путём изменения условий окружающей среды, включая доступ населения к безопасной (очищенной и подготовленной) воде.
Использование относительно простых методов очистки и подготовки питьевой воды для бытовых нужд, например, хлорирования, применение фильтров для воды, дезинфекция солнечными лучами (УФО), а также хранение запасов питьевой воды в безопасных ёмкостях могло бы ежегодно спасти огромное количество человеческих жизней. Таким образом, основной целью организаций здравоохранения в развивающихся странах является снижение случаев смертности от болезней, вызванных употреблением некачественной питьевой воды.

## История
Первые опыты по фильтрации воды были сделаны в XVII веке. Сэр Фрэнсис Бэкон попытался опреснить морскую воду, пропуская её через песчаный фильтр. Хотя его эксперимент не увенчался успехом, он положил начало новому интересу к этой области. Отцы микроскопии, Антони ван Левенгук и Роберт Гук, использовали недавно изобретённый микроскоп, чтобы впервые наблюдать небольшие материальные частицы, которые лежали во взвешенном состоянии в воде, заложив основу для будущего понимания патогенов, переносимых водой.

### Песчаный фильтр
Первое задокументированное использование песчаных фильтров для очистки воды относится к 1804 году, когда владелец отбеливателя в Пейсли, Шотландия, Джон Гибб, установил экспериментальный фильтр, продавая его ненужные излишки общественности. Этот метод был усовершенствован в последующие два десятилетия инженерами, работавшими в частных водопроводных компаниях, и достиг своей кульминации в первом в мире очищенном общественном водоснабжении, установленном инженером Джеймсом Симпсоном для Chelsea Waterworks Company в Лондоне в 1829 году, и дизайн сети был широко скопирован по всей Великобритании в последующие десятилетия.
Практика очистки воды вскоре стала общепринятой и распространённой, и достоинства этой системы стали совершенно очевидны после исследований врача Джона Сноу во время вспышки холеры на Брод-стрит в 1854 году. Сноу скептически относился к господствовавшей тогда теории миазмов, утверждавшей, что болезни вызываются ядовитым «дурным воздухом». Хотя микробная теория болезни ещё не была разработана, наблюдения Сноу привели его к отрицанию преобладающей теории. Его эссе 1855 года «О способе передачи холеры» убедительно продемонстрировало роль водоснабжения в распространении эпидемии холеры в Сохо с использованием точечной карты распределения и статистических доказательств, чтобы проиллюстрировать связь между качеством источника воды и случаями заболевания холерой. Его данные убедили местный совет отключить водяной насос, что быстро положило конец вспышке.
Закон о воде впервые ввёл регулирование деятельности водопроводных компаний в Лондоне, включая минимальные стандарты качества воды. Закон «предусматривал обеспечение снабжения столицы чистой и здоровой водой» и требовал, чтобы вся вода «эффективно фильтровалась» с 31 декабря 1855 года За этим последовало законодательство об обязательной проверке качества воды, включая всесторонние химические анализы, в 1858 году. Этот закон создал мировой прецедент для аналогичных государственных вмешательств в области общественного здравоохранения по всей Европе. Тогда же была образована Столичная комиссия по канализации, по всей стране была принята фильтрация воды, а над Теддингтонским шлюзом были установлены новые водозаборы на Темзе. Автоматические напорные фильтры, в которых вода подаётся под давлением через систему фильтрации, были изобретены в 1899 году в Англии.

### Хлорирование воды
Джон Сноу был первым, кто успешно использовал хлор для дезинфекции водоснабжения в Сохо, что способствовало распространению вспышки холеры. Уильям Сопер также использовал хлорированную известь для очистки сточных вод, производимых больными брюшным тифом в 1879 году.
В статье, опубликованной в 1894 году, Мориц Траубе официально предложил добавлять в воду хлорид извести (гипохлорит кальция), чтобы сделать её «свободной от микробов». Два других исследователя подтвердили выводы Траубе и опубликовали свои работы в 1895 году. Первые попытки внедрения хлорирования воды на очистных сооружениях были предприняты в 1893 году в Гамбурге, Германия, а в 1897 году город Мейдстон, Англия, был первым, кто очистил все своё водоснабжение хлором.
Постоянное хлорирование воды началось в 1905 году, когда неисправный медленный песчаный фильтр и загрязнённый водопровод привели к серьёзной эпидемии брюшного тифа в Линкольне, Англия. Доктор Александр Крукшенк Хьюстон использовал хлорирование воды, чтобы остановить эпидемию. Его установка подавала в обрабатываемую воду концентрированный раствор хлорида извести. Хлорирование воды помогло остановить эпидемию, и в качестве меры предосторожности хлорирование продолжалось до 1911 года, когда было введено новое водоснабжение.
Первое непрерывное использование хлора в Соединённых Штатах для дезинфекции имело место в 1908 году на водохранилище Бунтон (на реке Рокуэй), которое служило источником снабжения Джерси-Сити, штат Нью-Джерси. Хлорирование достигалось контролируемыми добавками разбавленных растворов хлорида извести (гипохлорита кальция) в дозах от 0,2 до 0,35 промилле. Процесс лечения был задуман доктором Джоном Л. Лил и хлорирующая установка были спроектированы Джорджем Уорреном Фуллером. В течение следующих нескольких лет дезинфекция хлором с использованием хлорида извести была быстро внедрена в системы питьевой воды по всему миру.
Метод очистки питьевой воды с помощью сжатого сжиженного хлорного газа был разработан британским офицером индийской медицинской службы Винсентом Б. Несфилдом в 1903 году. В его учётной записи было сказано:

Мне пришло в голову, что газообразный хлор может быть признан удовлетворительным… если бы можно было найти подходящие средства для его использования…. Следующий важный вопрос заключался в том, как сделать газ портативным. Это можно было бы сделать двумя способами: Сжижая его и храня в железных сосудах, облицованных свинцом, имеющих струю с очень тонким капиллярным каналом и снабженных краном или завинчивающейся крышкой. Кран включается, и в цилиндр помещается необходимое количество воды. Хлор пузырится, и через десять-пятнадцать минут вода становится абсолютно безопасной. Этот метод был бы полезен в больших масштабах, как и для служебных тележек с водой.

Майор армии США Карл Роджерс Дарнолл, профессор химии в Военной медицинской школе, впервые продемонстрировал это на практике в 1910 году. Вскоре после этого майор Уильям Л. Лайстер из Медицинского департамента армии использовал раствор гипохлорита кальция в льняном мешке для обработки воды. В течение многих десятилетий метод Листера оставался стандартом для сухопутных войск США в полевых условиях и в лагерях, реализованный в виде знакомой сумки Листера (также пишется сумка Листера). Эта работа легла в основу современных систем очистки городской воды.

## Очистка

### Предварительная обработка
- Откачка и удержание — большая часть воды должна быть откачана из источника или направлена в трубы или резервуары. Чтобы избежать добавления загрязняющих веществ в воду, эта физическая инфраструктура должна быть сделана из соответствующих материалов и построена таким образом, чтобы не произошло случайного загрязнения.
- Первый шаг в очистке поверхностных вод заключается в удалении крупного мусора, такого как палочки, листья, мусор и другие крупные частицы, которые могут помешать последующим этапам очистки. Большинство глубоких подземных вод не нуждаются в экранировании перед другими этапами очистки.
- Хранение — вода из рек может также храниться в прибрежных резервуарах в течение периодов от нескольких дней до многих месяцев, чтобы обеспечить естественную биологическую очистку. Это особенно важно, если обработка производится медленными песчаными фильтрами. Водохранилища также служат буфером против коротких периодов засухи или позволяют поддерживать водоснабжение во время временных инцидентов загрязнения в реке-источнике.
- Предварительное хлорирование — на многих заводах поступающую воду хлорировали, чтобы свести к минимуму рост загрязняющих организмов на трубопроводах и резервуарах. Из-за потенциального неблагоприятного воздействия на качество это в значительной степени было прекращено[17].

#### Регулировка рН
Чистая вода имеет рН, близкий к 7 (ни щелочной, ни кислой). Морская вода может иметь значения рН в диапазоне от 7,5 до 8,4 (умеренно щелочная). Пресная вода может иметь широкий диапазон значений рН в зависимости от геологии водосборного бассейна или водоносного горизонта и влияния поступления загрязняющих веществ (кислотных дождей). Если вода кислая (ниже 7), то для повышения рН в процессе очистки воды можно добавить известь, кальцинированную соду или гидроксид натрия. Добавление извести увеличивает концентрацию ионов кальция, тем самым повышая жёсткость воды. Для сильно кислых вод дегазаторы с принудительной тягой могут быть эффективным способом повышения рН, удаляя растворённый углекислый газ из воды. Создание щелочной воды помогает эффективно работать процессам коагуляции и флокуляции, а также помогает свести к минимуму риск растворения свинца из свинцовых труб и свинцового припоя в трубопроводной арматуре. Достаточная щёлочность также снижает коррозионную стойкость воды к железным трубам. Кислоту (углекислоту, соляную кислоту или серную кислоту) можно добавлять в щелочные воды в некоторых случаях для снижения рН. Щелочная вода (выше рН 7,0) не обязательно означает, что свинец или медь из водопроводной системы не будут растворены в воде. Способность воды осаждать карбонат кальция для защиты металлических поверхностей и снижения вероятности растворения токсичных металлов в воде зависит от рН, содержания минералов, температуры, щёлочности и концентрации кальция.

### Коагуляция и флокуляция
Одним из первых шагов в большинстве традиционных процессов очистки воды является добавление химических веществ, способствующих удалению взвешенных в воде частиц. Частицы могут быть неорганическими, такими как глина и ил, или органическими, такими как водоросли, бактерии, вирусы, простейшие и природные органические вещества. Неорганические и органические частицы вносят свой вклад в мутность и цвет воды.
Добавление неорганических коагулянтов, таких как сульфат алюминия (или квасцы) или соли железа (III), такие как хлорид железа (III), вызывает несколько одновременных химических и физических взаимодействий на частицах и между ними. В течение нескольких секунд отрицательные заряды на частицах нейтрализуются неорганическими коагулянтами. Также в течение нескольких секунд начинают образовываться осадки гидроксида металла из ионов железа и алюминия. Эти осадки объединяются в более крупные частицы в результате естественных процессов, таких как броуновское движение и индуцированное перемешивание, которое иногда называют флокуляцией. Аморфные гидроксиды металлов известны как «флок». Крупные аморфные гидроксиды алюминия и железа (III) адсорбируют и опутывают частицы в суспензии и облегчают удаление частиц последующими процессами осаждения и фильтрации.
Гидроксиды алюминия образуются в довольно узком диапазоне рН, как правило: от 5,5 до 7,7. Гидроксиды железа (III) могут образовываться в более широком диапазоне рН, включая уровни рН ниже, чем эффективны для квасцов, как правило: от 5,0 до 8,5.
В литературе существует много споров и путаницы по поводу использования терминов коагуляция и флокуляция: где заканчивается коагуляция и начинается флокуляция? В установках очистки воды обычно используется высокоэнергетический, быстрый процесс смешивания (время выдержки в секундах), при котором добавляются химические вещества-коагулянты, а затем флокуляционные бассейны (время выдержки колеблется от 15 до 45 минут), где низкие энергозатраты превращают большие лопасти или другие мягкие смесительные устройства для усиления образования хлопьев. На самом деле процессы коагуляции и флокуляции продолжаются после добавления коагулянтов солей металлов.
Органические полимеры были разработаны в 1960-х годах в качестве вспомогательных средств для коагулянтов и, в некоторых случаях, в качестве замены коагулянтов неорганических солей металлов. Синтетические органические полимеры — это высокомолекулярные соединения, которые несут отрицательные, положительные или нейтральные заряды. Когда органические полимеры добавляются в воду с частицами, высокомолекулярные соединения адсорбируются на поверхности частиц и через межчастичные мостики сливаются с другими частицами, образуя хлопья. Хлорид полидиаллилдиметиламмония — часто используемый катионный (положительно заряженный) органический полимер, используемый в установках очистки воды.

### Седиментация
Воды, выходящие из флокуляционного бассейна, могут попадать в осадочный бассейн, также называемый осветлителем или отстойником. Это большой резервуар с низкими скоростями воды, что позволяет хлопьям оседать на дно. Седиментационный бассейн лучше всего расположен близко к флокуляционному бассейну, поэтому транзит между двумя процессами не допускает оседания или распада хлопьев. Осадочные бассейны могут быть прямоугольными, где вода течёт из конца в конец, или круглыми, где поток идёт от центра наружу. Отток осадочного бассейна обычно проходит через плотину, поэтому выходит только тонкий верхний слой воды — самый дальний от ила.
В 1904 году Аллен Хейзен показал, что эффективность процесса осаждения зависит от скорости осаждения частиц, потока через резервуар и площади поверхности резервуара. Отстойники обычно проектируются в диапазоне скоростей переполнения от 0,5 до 1,0 галл.·мин./фут² (от 1,25 до 2,5 л·ч/м²). Как правило, эффективность бассейна седиментации не зависит от времени задержания или глубины бассейна. Хотя глубина бассейна должна быть достаточной, чтобы водные потоки не нарушали ил и не способствовали взаимодействию осевших частиц. Поскольку концентрация частиц в осевшей воде увеличивается вблизи поверхности осадка на дне резервуара, скорость осаждения может увеличиваться из-за столкновений и агломерации частиц. Типичное время задержки осадконакопления колеблется от 1,5 до 4 ч, а глубина бассейна — от 3 до 4,5 м.
Наклонные плоские пластины или трубки могут быть добавлены к традиционным отстойникам для улучшения производительности удаления частиц. Наклонные пластины и трубки резко увеличивают площадь поверхности, доступную для удаления частиц, в соответствии с оригинальной теорией Хейзена. Площадь поверхности земли, занимаемая осадочным бассейном с наклонными пластинами или трубами, может быть намного меньше, чем в обычном осадочном бассейне.

#### Хранение и удаление осадка
Когда частицы оседают на дно отстойника, на дне резервуара образуется слой шлама, который необходимо удалить и обработать. Количество образующегося осадка значительно, часто от 3 до 5 % от общего объёма воды, подлежащей очистке. Затраты на очистку и утилизацию осадка могут повлиять на эксплуатационные расходы водоочистной установки. Отстойник может быть оснащён механическими очистительными устройствами, которые постоянно очищают его дно, или бассейн может периодически выводиться из эксплуатации и очищаться вручную.

#### Флокулянтные осветлители
Подкатегорией седиментации является удаление твёрдых частиц путём захвата в слое взвешенных хлопьев, когда вода выталкивается вверх. Основным преимуществом флокулянтных осветлителей является то, что они занимают меньшую площадь, чем обычные осадительные. Недостатки заключаются в том, что эффективность удаления частиц может сильно варьироваться в зависимости от изменения качества приточной воды и расхода приточной воды.

### Флотация растворённого воздуха
Когда удаляемые частицы не оседают легко из раствора, часто используется флотация растворённым воздухом (DAF). После процессов коагуляции и флокуляции вода поступает в резервуары DAF, где воздушные диффузоры на дне резервуара создают мелкие пузырьки, которые прикрепляются к хлопьям, образуя плавающую массу концентрированных хлопьев. Плавающее одеяло из хлопьев удаляется с поверхности, а осветлённая вода отводится со дна резервуара DAF. Источники воды, которые особенно уязвимы для цветения одноклеточных водорослей, а также источники с низкой мутностью и высокой окраской часто используют DAF.

### Фильтрация
После отделения большей части хлопьев вода фильтруется в качестве заключительного шага для удаления оставшихся взвешенных частиц и неосажденных хлопьев.

#### Быстрые песчаные фильтры
Наиболее распространённым типом фильтра является скорый песчаный фильтр. Вода движется вертикально через песок, который часто имеет слой активированного угля или антрацитового угля над песком. Верхний слой удаляет органические соединения, которые вносят свой вклад во вкус и запах. Пространство между частицами песка больше, чем самые мелкие взвешенные частицы, поэтому простой фильтрации недостаточно. Большинство частиц проходят через поверхностные слои, но задерживаются в поровых пространствах или прилипают к частицам песка. Эффективная фильтрация распространяется в глубину фильтра. Это свойство фильтра является ключевым для его работы: если бы верхний слой песка блокировал все частицы, фильтр бы быстро засорился.
Чтобы очистить фильтр, вода быстро пропускается вверх через фильтр, противоположно нормальному направлению (называемому обратной промывкой), чтобы удалить внедрённые или нежелательные частицы. Перед этим этапом сжатый воздух может быть продут через нижнюю часть фильтра, чтобы разбить уплотнённую фильтрующую среду, чтобы помочь процессу обратной промывки; это называется очисткой воздуха. Эта загрязнённая вода может быть удалена вместе с осадком из отстойника или переработана путём смешивания с сырой водой, поступающей на завод, хотя это часто считается плохой практикой, поскольку она повторно вводит повышенную концентрацию бактерий в сырую воду.
На некоторых очистных сооружениях используются напорные фильтры. Они работают по тому же принципу, что и быстрые гравитационные фильтры, отличаясь тем, что фильтрующая среда заключена в стальной сосуд и вода проходит через него под давлением.
Преимущества:
- отфильтровывает гораздо более мелкие частицы, чем бумажные и песчаные фильтры;
- отфильтровывает практически все частицы, превышающие заданные размеры пор;
- они довольно тонкие, и поэтому жидкости текут через них довольно быстро;
- они достаточно прочны и поэтому могут выдерживать перепады давления в них, как правило, 2—5 атмосфер;
- их можно чистить (промывать обратно) и использовать повторно.

#### Медленные песчаные фильтры
Медленные песчаные фильтры можно использовать там, где достаточно земли и пространства, так как вода течёт через фильтры очень медленно. Эти фильтры полагаются на биологические процессы очистки для их действия, а не на физическую фильтрацию. Они тщательно построены с использованием градуированных слоёв песка, с самым грубым песком, наряду с небольшим количеством гравия, внизу и тончайшим песком наверху. Стоки у основания отводят очищенную воду для дезинфекции. Фильтрация зависит от развития тонкого биологического слоя, называемого зооглеальным слоем, на поверхности фильтра. Эффективный медленный песчаный фильтр может оставаться в эксплуатации в течение многих недель или даже месяцев, если предварительная обработка хорошо спроектирована и производит воду с очень низким доступным уровнем питательных веществ, чего редко достигают физические методы обработки. Очень низкие уровни питательных веществ позволяют безопасно пропускать воду через распределительные системы с очень низким уровнем дезинфицирующих средств, тем самым снижая раздражение потребителей по поводу агрессивных уровней хлора и побочных продуктов хлора. Медленные песчаные фильтры не промываются обратно; они поддерживаются тем, что верхний слой песка соскабливается, когда поток в конечном итоге блокируется биологическим ростом.
Специфической «крупномасштабной» формой медленного песчаного фильтра является процесс береговой фильтрации, при котором естественные отложения на берегу реки используются для обеспечения первой стадии фильтрации загрязняющих веществ. Хотя, как правило, недостаточно чистая для непосредственного использования в качестве питьевой воды, вода, полученная из соответствующих добывающих скважин, гораздо менее проблематична, чем речная вода, взятая непосредственно из реки.

#### Мембранная фильтрация
Мембранные фильтры широко используются для фильтрации как питьевой воды, так и сточных вод. Для питьевой воды мембранные фильтры могут удалять практически все частицы размером более 0,2 мкм, включая лямблии и криптоспоридии. Мембранные фильтры являются эффективной формой третичной очистки, когда требуется повторно использовать воду для промышленности, для ограниченных бытовых целей или перед сбросом воды в реку, которая используется городами ниже по течению. Они широко используются в промышленности, особенно для приготовления напитков (в том числе бутилированной воды). Однако никакая фильтрация не может удалить вещества, которые фактически растворены в воде, такие как фосфаты, нитраты и ионы тяжёлых металлов.

### Удаление ионов и других растворённых веществ
Ультрафильтрационные мембраны используют полимерные мембраны с химически сформированными микроскопическими порами, которые можно использовать для фильтрации растворённых веществ, избегая использования коагулянтов. Тип мембранной среды определяет, какое давление необходимо для прохождения воды и какие размеры микроорганизмов могут быть отфильтрованы.
Ионный обмен: Ионообменные системы используют колонки с ионообменной смолой или цеолитом для замены нежелательных ионов. Наиболее распространённым случаем является умягчение воды, состоящее в удалении ионов Ca2+ и Mg2+, заменяя их доброкачественными (мыльными) ионами Na+ или K+. Ионообменные смолы также используются для удаления токсичных ионов, таких как нитрит, свинец, ртуть, мышьяк и многие другие.
Осадительное умягчение: Жёсткая вода (с большим количеством ионов кальция и магния), обрабатывается известью (оксидом кальция) и/или кальцинированной содой (карбонатом натрия) для осаждения карбоната кальция из раствора с использованием эффекта общих ионов.
Электродеионизация: Вода пропускается между положительным и отрицательным электродами. Ионообменные мембраны позволяют только положительным ионам мигрировать из очищенной воды к отрицательному электроду и только отрицательным ионам — к положительному. Деионизированная вода высокой чистоты производится непрерывно, аналогично ионообменной обработке. Полное удаление ионов из воды возможно при соблюдении правильных условий. Вода обычно предварительно обрабатывается с помощью установки обратного осмоса для удаления неионных органических загрязнений и газопереносных мембран для удаления углекислого газа. Рекуперация воды 99 % возможна, если поток концентрата подаётся на вход обратного осмоса.

### Дезинфекция
Дезинфекция осуществляется как путём фильтрации вредных микроорганизмов, так и путём добавления дезинфицирующих химических веществ. Вода дезинфицируется для уничтожения любых патогенов, которые проходят через фильтры, и для обеспечения остаточной дозы дезинфицирующего средства для уничтожения или инактивации потенциально вредных микроорганизмов в системах хранения и распределения. Возможные патогены включают вирусы, бактерии, включая сальмонеллы, Холеру, кампилобактерии и шигеллы, а также простейшие, включая лямблии и другие криптоспоридии. После введения любого химического дезинфицирующего средства воду обычно держат во временном хранилище — часто называемом контактным резервуаром или прозрачным колодцем — чтобы дать возможность дезинфицирующему действию завершиться.

#### Дезинфекция хлором
Наиболее распространённый метод дезинфекции включает в себя некоторую форму хлора или его соединений, таких как хлорамин или диоксид хлора. Хлор — сильный окислитель, который быстро убивает многие вредные микроорганизмы. Поскольку хлор является токсичным газом, существует опасность выброса, связанного с его использованием. Этой проблемы можно избежать с помощью гипохлорита натрия, который является относительно недорогим раствором, используемым в бытовом отбеливателе, который выделяет свободный хлор при растворении в воде. Хлорные растворы могут быть получены на месте путём электролиза растворов поваренной соли. Твёрдая форма, гипохлорит кальция, выделяет хлор при контакте с водой. Однако обращение с твёрдым веществом требует более обычного контакта с человеком через открывание мешков и заливку, чем использование газовых баллонов или отбеливателя, которые легче автоматизировать. Получение жидкого гипохлорита натрия стоит недорого, а также безопаснее, чем использование газа или твёрдого хлора. Уровень хлора до 4 мг/л считается безопасным в питьевой воде.
Все формы хлора широко используются, несмотря на их соответствующие недостатки. Одним из недостатков является то, что хлор из любого источника реагирует с природными органическими соединениями в воде, образуя потенциально вредные химические побочные продукты. Эти побочные продукты, тригалометаны (TГМ) и галогенуксусные кислоты (HAAs), являются канцерогенными в больших количествах и регулируются Агентством по охране окружающей среды США (EPA) и Инспекцией питьевой воды в Великобритании. Образование ТГМ и галогенуксусных кислот может быть сведено к минимуму путём эффективного удаления из воды как можно большего количества органических веществ до добавления хлора. Хотя хлор эффективен в уничтожении бактерий, он имеет ограниченную эффективность против патогенных простейших, которые образуют цисты в воде, таких как лямблии и криптоспоридии.

#### Дезинфекция диоксидом хлора
Диоксид хлора является более быстродействующим дезинфицирующим средством, чем элементарный хлор. Он используется относительно редко, поскольку в некоторых случаях может образовывать чрезмерное количество хлорита, который является побочным продуктом, регулируемым до низких допустимых уровней в Соединённых Штатах. Диоксид хлора может подаваться в виде водного раствора и добавляться в воду, чтобы избежать проблем с обращением с газом; скопления газа диоксида хлора могут самопроизвольно детонировать.

#### Хлораминация
Использование хлорамина становится все более распространённым в качестве дезинфицирующего средства. Хотя хлорамин не является таким сильным окислителем, он обеспечивает более длительный остаток, чем свободный хлор, из-за его более низкого окислительно-восстановительного потенциала по сравнению со свободным хлором. Он также не легко образует ТГМ или галоуксусные кислоты (побочные продукты дезинфекции).
Можно преобразовать хлор в хлорамин, добавив аммиак в воду после добавления хлора. Хлор и аммиак вступают в реакцию с образованием хлорамина. Системы распределения воды, дезинфицированные хлораминами, могут подвергаться нитрификации, поскольку аммиак является питательным веществом для роста бактерий, а нитраты образуются в качестве побочного продукта.

#### Озоновая дезинфекция
Озон — нестабильная молекула, которая легко отдаёт один атом кислорода, обеспечивая мощный окислитель, который токсичен для большинства водных организмов. Это очень сильное дезинфицирующее средство широкого спектра действия, которое широко используется в Европе и в нескольких муниципалитетах Соединённых Штатов и Канады. Озоновая дезинфекция, или озонирование, является эффективным методом инактивации вредных простейших, образующих цисты. Он также хорошо действует почти против всех других патогенов. Озон образуется при пропускании кислорода через ультрафиолетовый свет или «холодный» электрический разряд.
Чтобы использовать озон в качестве дезинфицирующего средства, его необходимо создать на месте и добавить в воду путём контакта с пузырьками. Некоторые из преимуществ озона включают производство меньшего количества опасных побочных продуктов и отсутствие проблем со вкусом и запахом (по сравнению с хлорированием). В воде не остаётся остаточного озона. При отсутствии остаточного дезинфицирующего средства в воде хлор или хлорамин могут быть добавлены по всей распределительной системе для удаления любых потенциальных патогенов в распределительных трубопроводах.
Озон используется на заводах питьевой воды с 1906 года, когда в Ницце была построена первая промышленная установка озонирования. Управление по контролю за продуктами и лекарствами США признало озон безопасным, и он применяется в качестве антимикробного агента для обработки, хранения и переработки пищевых продуктов. Однако, хотя при озонировании образуется меньше побочных продуктов, было обнаружено, что озон реагирует с ионами бромида в воде с образованием концентраций предполагаемого канцерогена бромата. Бромид можно найти в пресной воде в достаточных концентрациях, чтобы произвести (после озонирования) более 10 частей на миллиард (ppb) бромата — максимальный уровень загрязнения, установленный USEPA. Дезинфекция озоном также является энергоёмкой.

#### Ультрафиолетовая дезинфекция
Ультрафиолетовый свет (УФ) очень эффективен при инактивации кист в воде с низкой мутностью. Эффективность обеззараживания ультрафиолетового света уменьшается по мере увеличения мутности в результате поглощения, рассеяния и затенения, вызванного взвешенными твёрдыми веществами. Основным недостатком использования УФ-излучения является то, что, как и озоновая обработка, оно не оставляет остаточного дезинфицирующего средства в воде; поэтому иногда необходимо добавлять остаточное дезинфицирующее средство после первичного процесса дезинфекции. Это часто делается путём добавления хлораминов, рассмотренных выше в качестве основного дезинфицирующего средства. При использовании таким образом хлорамины обеспечивают эффективное остаточное дезинфицирующее средство с очень небольшим количеством отрицательных эффектов хлорирования.
Более 2 миллионов человек в 28 развивающихся странах используют солнечную дезинфекцию для ежедневной очистки питьевой воды.

#### Ионизирующее излучение
Как и ультрафиолет, ионизирующее излучение (рентгеновское, гамма-и электронное) используется для стерилизации воды.

#### Бромирование и йодирование
Бром и йод также могут быть использованы в качестве дезинфицирующих средств. Однако хлор в воде более чем в три раза эффективнее в качестве дезинфицирующего средства против кишечной палочки, чем эквивалентная концентрация брома, и более чем в шесть раз эффективнее, чем эквивалентная концентрация йода. Йод обычно используется для портативной очистки воды, а бром — в качестве дезинфицирующего средства для плавательных бассейнов.

### Портативная очистка воды
Портативные устройства и методы очистки воды доступны для дезинфекции и обработки в чрезвычайных ситуациях или в отдалённых местах. Дезинфекция является основной целью, поскольку эстетические соображения, такие как вкус, запах, внешний вид и следы химического загрязнения, не влияют на краткосрочную безопасность питьевой воды.

### Дополнительные варианты обработки
- Фторирование воды: во многих областях фтор добавляют в воду с целью предотвращения кариеса[31]. Фторид обычно добавляют после процесса дезинфекции. В США фторирование обычно осуществляется добавлением гексафторкремниевой кислоты[32], которая разлагается в воде с образованием ионов фтора[33].
- Кондиционирование воды: Это метод уменьшения воздействия жёсткой воды. В водных системах, подверженных нагреванию, соли жёсткости могут осаждаться, так как при разложении бикарбонат-ионов образуются карбонат-ионы, которые осаждаются из раствора. Вода с высокой концентрацией солей жёсткости может быть обработана кальцинированной содой (карбонатом натрия), которая осаждает избыток солей через эффект общих ионов, производя карбонат кальция очень высокой чистоты. Осаждённый карбонат кальция традиционно продаётся производителям зубной пасты. Утверждается, что некоторые другие методы очистки промышленных и жилых вод (без общепринятого научного признания) включают использование магнитных и/или электрических полей, уменьшающих воздействие жёсткой воды[34].
- Снижение растворимости свинца: В районах с естественно кислыми водами низкой проводимости (например, поверхностные осадки в высокогорных горах магматических пород) вода может быть способна растворять свинец из любых свинцовых труб, по которым она переносится. Добавление небольших количеств фосфат-иона и незначительное повышение рН способствуют значительному снижению растворимости свинца за счёт образования нерастворимых солей свинца на внутренних поверхностях труб.
- Удаление радия: Некоторые подземные источники содержат радий, радиоактивный химический элемент. Типичные источники включают в себя множество источников подземных вод к северу от реки Иллинойс в США. Радий может быть удалён ионным обменом или кондиционированием воды. Однако образующийся обратный промыв или осадок представляет собой низкоактивные радиоактивные отходы.
- Удаление фтора: Хотя фтор добавляется в воду во многих районах, в некоторых районах мира наблюдается чрезмерное содержание природного фтора в исходной воде. Чрезмерные уровни могут быть токсичными или вызывать нежелательные косметические эффекты, такие как окрашивание зубов. Методы снижения уровня фтора заключаются в обработке активированным глинозёмом и костным обугливателем фильтрующих сред.
- Удаление железа. Важнейшим показателем коррозионной активности воды является содержание в ней растворённого кислорода[35]. Обезжелезивание осуществляется посредством аэрации воды. Скорость процесса окисления ионов Fe2+ в воде при барботировании воздуха определяется скоростями двух параллельно протекающих процессов: гомогенного процесса окисления растворённым в воде кислородом и гетерогенного процесса окисления ионов Fe2+ на границе раздела фаз «вода-воздух»[36].

## Другие методы очистки воды
Ниже перечислены другие популярные методы очистки воды, особенно для местных частных источников. В некоторых странах некоторые из этих методов также используются для крупномасштабных муниципальных поставок. Особенно важны дистилляция (обессоливание морской воды) и обратный осмос.
- Кипячение: доведение воды до точки кипения (около 100 °C) является самым старым и эффективным способом, поскольку он устраняет большинство микробов, вызывающих заболевания кишечника, но не может удалить химические токсины или примеси[37]. Для здоровья человека полная стерилизация воды не требуется, так как термостойкие микробы не влияют на кишечник[38]. Традиционный совет кипятить воду в течение десяти минут в основном для дополнительной безопасности, так как микробы начинают устраняться при температуре выше 60 °C. Хотя температура кипения уменьшается с увеличением высоты, этого недостаточно, чтобы повлиять на процесс дезинфекции[39]. В областях, где вода «жёсткая» (то есть содержит значительные растворённые соли кальция), кипячение разлагает бикарбонат-ионы, в результате чего происходит частичное осаждение в виде карбоната кальция. Это «мех», который накапливается на элементах чайника и т. д. в районах с жёсткой водой. За исключением кальция, кипячение не удаляет растворённые вещества с более высокой температурой кипения, чем вода, и фактически увеличивает их концентрацию (из-за того, что часть воды теряется в виде пара). Кипячение не оставляет в воде остаточного дезинфицирующего средства. Поэтому вода, которую кипятят, а затем хранят в течение любого периода времени, может приобретать новые патогенные микроорганизмы.
- Гранулированная адсорбция активированного угля: форма активированного угля с высокой площадью поверхности, адсорбирует многие соединения, включая многие токсичные соединения. Вода, проходящая через активированный уголь, обычно используется в муниципальных районах с органическим загрязнением, вкусом или запахом. Многие бытовые фильтры для воды и аквариумы используют фильтры с активированным углём для дальнейшей очистки воды. Бытовые фильтры для питьевой воды иногда содержат серебро в виде металлических наночастиц серебра. Если вода удерживается в углеродном блоке в течение более длительного периода времени, внутри него могут расти микроорганизмы, что приводит к загрязнению и загрязнению[40]. Наночастицы серебра являются отличным антибактериальным материалом и могут разлагать токсичные гало-органические соединения, такие как пестициды, на нетоксичные органические продукты. Фильтрованную воду следует использовать вскоре после её фильтрации, так как небольшое количество оставшихся микробов может размножаться с течением времени. В общем, эти домашние фильтры удаляют более 90 % хлора, доступного для стакана очищенной воды. Эти фильтры должны периодически заменяться, иначе содержание бактерий в воде может фактически увеличиться из-за роста бактерий внутри фильтрующего блока.
- Дистилляция включает в себя кипячение воды для получения водяного пара. Пар соприкасается с прохладной поверхностью, где конденсируется в виде жидкости. Поскольку растворённые вещества обычно не испаряются, они остаются в кипящем растворе. Даже дистилляция не полностью очищает воду из-за загрязнений с аналогичными температурами кипения и капель непотушенной жидкости, переносимых паром. Однако 99,9 % чистой воды можно получить дистилляцией.
- Обратный осмос: механическое давление прикладывается к нечистому раствору, чтобы заставить чистую воду пройти через полупроницаемую мембрану. Обратный осмос теоретически является самым тщательным методом крупномасштабной очистки воды, хотя идеальные полупроницаемые мембраны трудно создать. Если мембраны не находятся в хорошем состоянии, водоросли и другие формы жизни могут колонизировать мембраны.
- Использование железа для удаления мышьяка из воды.
- Прямая контактная мембранная дистилляция (DCMD). Применимо для опреснения воды. Нагретая морская вода проходит по поверхности гидрофобной полимерной мембраны. Испарённая вода проходит с горячей стороны через поры в мембране в поток холодной чистой воды с другой стороны. Разница в давлении пара между горячей и холодной сторонами помогает протолкнуть молекулы воды.
- Опреснение — это процесс, при котором солёная вода (как правило, морская) превращается в пресную. Наиболее распространёнными процессами опреснения являются дистилляция и обратный осмос. Опреснение воды в настоящее время является дорогостоящим по сравнению с большинством альтернативных источников воды, и только очень небольшая часть общего потребления человеком удовлетворяется опреснением. Это экономически целесообразно только для высокоценных видов использования (таких как бытовое и промышленное использование) в засушливых районах.
- Кристаллы газового гидрата центрифужным методом. Если углекислый газ или другой низкомолекулярный газ смешать с загрязнённой водой при высоком давлении и низкой температуре, кристаллы газового гидрата будут образовываться экзотермически. Разделение кристаллогидрата может быть выполнено центрифугированием или осаждением и декантацией. Вода может выделяться из кристаллов гидрата при нагревании[41].
- Химическое окисление in situ, форма передовых процессов окисления и передовых технологий окисления, представляет собой метод восстановления окружающей среды, используемый для восстановления почвы и/или подземных вод с целью снижения концентрации целевых загрязняющих веществ окружающей среды до приемлемого уровня. Данное окисление осуществляется путём инъекции или иного введения сильных химических окислителей непосредственно в загрязнённую среду (почву или грунтовые воды) для уничтожения химических загрязнений на месте. Он может быть использован для восстановления различных органических соединений, в том числе устойчивых к естественной деградации
- Биоремедиация — это метод, который использует микроорганизмы для удаления или извлечения определённых отходов из загрязнённой территории. С 1991 года биоремедиация была предложена тактика удаления примесей из воды, таких как алканы, перхлораты и металлы[42]. Обработка грунтовых и поверхностных вод с помощью биоремедиации в отношении перхлоратов и хлоридных соединений имела успех, поскольку перхлоратные соединения хорошо растворимы, что затрудняет их удаление[43]. К таким успехам при использовании штамма Dechloromonas agitata CKB относятся полевые исследования, проведённые в Мэриленде и Юго-западном регионе США[44][45]. Хотя метод биоремедиации может быть успешным, внедрение нецелесообразно, поскольку ещё многое предстоит изучить в отношении скорости и последствий микробной активности, а также создания крупномасштабного метода внедрения.